# 平野勝之 (ゴルファー)
平野 勝之（ひらの かつゆき、1944年1月22日 - ）は、日本のプロゴルファー。

## 来歴
1967年の西日本オープンでは柳田勝司・西宮辰幸・上田鉄弘・藤井義将・細石憲二を抑えて中部銀次郎の2位、西日本サーキットBSシリーズでは8位に入り、長崎シリーズでは木本与・石井裕士・新井進・杉原輝雄・宮本省三・今田慶之助・河野高明・細石・海野憲二を抑えて優勝。
1967年には澤田芳男（熊本大学名誉教授）が高速度カメラを使ってプロゴルファーの動作分析を行ったが、平野が最初の対象選手となった。
1971年のブリヂストントーナメントでは10位に入り、1972年のアジアサーキットではフィリピンオープンで郭吉雄（中華民国）、フランク・フィリップス（オーストラリア）、G.ウォルス・テンフォルム（イングランド）と並んでの10位タイ、マレーシアオープンで謝敏男（中華民国）と並んでの10位タイ、台湾オープンではウォルター・ゴドフリー（ニュージーランド）と並んでの10位タイに入った。
1973年の第1回KBCオーガスタでは今井昌雪・石井裕・宮本省三・村上隆、ブライアン・ジョーンズ（オーストラリア）、吉川一雄と並んでの7位タイに入った。
1975年のダンロップフェニックストーナメントでは初日に石井裕・川上実・野口英雄・新井規矩雄・内田繁、セベ・バレステロス（スペイン）、許勝三（中華民国）・橘田光弘と並んでの6位タイでスタートした。
1976年のサントリーオープンでは初日を青木功・上野忠美・原政雄・矢部昭・謝敏・郭吉、ミヤ・アエ（ビルマ）、ロジャー・モルトビー&オービル・ムーディ&ロン・ヒンクル（アメリカ）と共に69をマークして9位タイでスタートし、2日目も青木・アエと共に小林富士夫・宮本省と並んでの9位タイに着けた。
1978年の静岡オープンでは初日に陳健振&呂良煥（中華民国）・栗原孝・青木・森憲二と並んでの3位タイでスタートし、中部オープンでは最終日に65をマークして井上幸一・鈴村久・石井秀夫に次ぐ4位に入った。
1978年の日本プロでは川波通幸・山本善隆と共に 2日目には鷹巣南雄・草柳良夫・横島由一、3日目には小林・森本俊治と並んで2日連続10位タイ に着けた。
1980年の中部オープンでは2日目に69をマークして5位に着け、1987年の関西オープンを最後にレギュラーツアーから引退。
2001年からは大阪学院大学ゴルフ部監督に就任し、後に総監督も務め 、在任中は関西学生1部リーグ9連覇と全国大学対抗戦2位1回（2012年）・3位2回（2013年, 2014年）に導いた。

## 主な優勝
- 1967年 - 西日本サーキット長崎